# Булюшкина
Булюшкина — деревня в Тулунском районе Иркутской области России. Входит в состав Писаревского муниципального образования. Находится примерно в 11 км к западу от районного центра — города Тулун.

## Население
| 2002 | 2010 | 2011 | 2012 |
| ---- | ---- | ---- | ---- |
| 494  | ↘429 | ↘428 | ↘426 |

По данным Всероссийской переписи населения 2010 года в деревне проживало 429 человек (202 мужчины и 227 женщин).